# Toleranční tábor smrti
Toleranční tábor smrti (v anglickém originále The Death Camp of Tolerance) je čtrnáctý díl šesté řady amerického animovaného televizního seriálu Městečko South Park. Premiéru měl 20. listopadu 2002 na americké televizní stanici Comedy Central. 

## Děj
Pan Garrison se chce nechat vyhodit ze školy, ale marně. Snaží se proto školu žalovat a vysoudit z ní poslední dolar. Mezitím jsou kluci posláni do tolerančního tábora smrti za to, že nechtějí tolerovat Garrisonovo netolerovatelné chování. V epizodě se také poprvé objeví postava pana Otroka.

## Zajímavosti
- Jde o vůbec první epizodu, ve které se objeví pan Otrok
- První epizoda, ve které se objeví postava Tarbušáka (žabáka s královskou korunou)